# Apomorfin
Apomorfin (INN, obchodní názvy Apokyn, Ixense, Spontane, Uprima) je neselektivní dopaminový agonista, který aktivuje jak receptory D1, tak i D2, s určitou preferencí pro subtypy druhých z nich. Název vznikl složením apo (odkazující na to, že je apomorfin derivát aporfinu) a morfin (protože apomorfin vzniká rozkladem morfinu zahříváním s koncentrovanými kyselinami). Apomorfin však neobsahuje morfin ani jeho molekulární kostru, ani se neváže na opioidní receptory.
V minulosti se zkoušelo použití apomorfinu pro různá použití, včetně psychiatrické léčby homosexuality na počátku 20. století, později k léčbě erektilní dysfunkce. Nyní se používá pro léčbu Parkinsonovy nemoci. Je silným emetikem (vyvolává zvracení) a neměl by se podávat bez antiemetik, například domperidonu. Emetické vlastnosti se využívají ve veterinární medicíně k vyvolání zvracení po požití toxických látek nebo cizích těles.
Úspěšně se používal také pro neoficiální léčbu závislosti na heroinu; tímto ho proslavil autor William S. Burroughs. Nedávná studie ukazuje, že apomorfin může být vhodným markerem pro hodnocení změn v centrálním dopaminovém systému spjatých s chronickým užíváním heroinu. Neexistuje však žádný klinický důkaz, že je apomorfin účinným a bezpečným léčivem při závislosti na opiátech. Dřívější studie zahrnovaly i averzní terapii u alkoholismu a úzkosti, v modernějších pracích jsou spíše anekdotické.
U léčby erektilní dysfunkce se věří, že jsou hlavním cílem dopaminové receptory v oblasti hypothalamu, a i když erekci podporují i dopaminové receptory v penisu, činí tak mnohem slaběji, než ty v mozku.

## Syntéza
Apomorfiniumchlorid (lékopisně: apomorphini hydrochloridum) se syntetizuje zahříváním stechiometrických množství morfinu a kyseliny chlorovodíkové na 140 °C.